# Paracapnia leisteri
Paracapnia leisteri är en bäcksländeart som beskrevs av Potikha och Zhiltzova 2005. Paracapnia leisteri ingår i släktet Paracapnia och familjen småbäcksländor. Inga underarter finns listade i Catalogue of Life.